# ميلان سافيتش (لاعب كرة قدم)
ميلان سافيتش (بالبوسنوية: Милан Савић) هو لاعب كرة قدم بوسني في مركز الوسط، ولد في 19 مايو 2000 في بيلينا في البوسنة والهرسك. لعب مع نادي تشوكاريتشكي.

## وصلات خارجية
- ميلان سافيتش (لاعب كرة قدم) على موقع الاتحاد الأوربي (الإنجليزية)
- ميلان سافيتش (لاعب كرة قدم) على موقع قاعدة بيانات كرة القدم.إي يو (الإنجليزية)
- ميلان سافيتش (لاعب كرة قدم) على موقع Soccerway.com (الإنجليزية)